# هپی چندلر
ای. بی. «هپی» چندلر اول (به انگلیسی: A. B. "Happy" Chandler I) سناتور سابق عضو حزب دموکرات ایالات متحده آمریکا بود. وی در سال ۱۹۳۹ تا ۱۹۴۵ میلادی سناتور ایالت کنتاکی در سنای ایالات متحده آمریکا بود.